# Kilinoccsi
Kilinoccsi  (tamil: கிளிநொச்சி, IAST: Kilinocci) egy kisváros Srí Lanka északi részén. Az A9-es út mentén található, 100 km-re délkeletre Jaffna városától, amely egykor a naga királyság központja volt. A naga királyság az i. e. 6. századtól az i. sz. 3. századig a sziget északi részén állt fenn. A nagák tibetoburmai eredetűek voltak. A tibetoburmaiak egy i. e.4000 körül az Indiai-félszigetre bevándorolt mongoloid csoport.  A nagákat életmódjuk a tengerhez kötötte, és kereskedelmi kapcsolatban álltak az indiai területekkel, ennek megfelelően alakult kultúrájuk és művészetük is. 
A Tamil Tigriseknek Killinochchiban is van béketitkára  és további fontos LTTE szervezetek szintén megtalálhatóak a városban.
Kilinochchi lakóinak nagy része tamil, amióta 1991-ben az LTTE elrendelte a nagy számban megtalálható egyéb népcsoportok, például a szinhalézek kitelepítését.
A terület a sziget egyik mezőgazdasági központja.

## Külső hivatkozások
- More Kilinochchi Pictures
- Jaffna Royalty – 2[halott link]
- The Durava – toddy tappers or royalty?